# Европско првенство у атлетици у дворани 1972 — 1.500 метара за жене
Такмичење у дисциплини трка на 1.500 метара у женској конкуренцији на трећем Европском првенству у атлетици у дворани 1972. 12. марта 1972. у Палати спортова у Греноблу, Француска. 
Титулу освојену у Софији 1971. није бранила Маргарет Бичам из Уједињеног Краљевства.
Ово је била једна од 6 дисциплина у којој је оборен светски рекорд.

## Земље учеснице
Учествовало је 5 такмичарки из 4 земље.
| - Бугарска (1) - Француска (1) | - Совјетски Савез (2) - Западна Немачка(1) |

## Рекорди
Извор:
| Рекорди пре почетка Европског првенства у дворани 1972.     | Рекорди пре почетка Европског првенства у дворани 1972. | Рекорди пре почетка Европског првенства у дворани 1972. | Рекорди пре почетка Европског првенства у дворани 1972. | Рекорди пре почетка Европског првенства у дворани 1972. | Рекорди пре почетка Европског првенства у дворани 1972. |
| ----------------------------------------------------------- | ------------------------------------------------------- | ------------------------------------------------------- | ------------------------------------------------------- | ------------------------------------------------------- | ------------------------------------------------------- |
| Светски рекорд у дворани                                    | Маргарет Бичам                                          | Уједињено Краљевство                                    | 4:17,2                                                  | Софија, Бугарска                                        | 14. март 1971.                                          |
| Европски рекорд у дворани                                   | Маргарет Бичам                                          | Уједињено Краљевство                                    | 4:17,2                                                  | Софија, Бугарска                                        | 14. март 1971.                                          |
| Рекорди европских првенстава у дворани                      | Маргарет Бичам                                          | Уједињено Краљевство                                    | 4:17,2                                                  | Софија, Бугарска                                        | 14. март 1971.                                          |
| Рекорди после завршеног Европског првенства у дворани 1972. |                                                         |                                                         |                                                         |                                                         |                                                         |
| Светски рекорд у дворани                                    | Тамара Пангелова                                        | Совјетски Савез                                         | 4:14,62                                                 | Гренобл, Француска                                      | 12. март 1972.                                          |
| Европски рекорд у дворани                                   | Тамара Пангелова                                        | Совјетски Савез                                         | 4:14,62                                                 | Гренобл, Француска                                      | 12. март 1972.                                          |
| Рекорди европских првенстава у дворани                      | Тамара Пангелова                                        | Совјетски Савез                                         | 4:14,62                                                 | Гренобл, Француска                                      | 12. март 1972.                                          |

## Освајачи медаља
|                                  |                                 |                          |
| Тамара Пангелова Совјетски Савез | Људмила Брагина Совјетски Савез | Василена Амзина Бугарска |

## Резултати
Због малог броја пријављених одржана је само финална трка.

### Финале
| Пласман | Атлетичар        | Земља           | Резултат | Белешка        |
| ------- | ---------------- | --------------- | -------- | -------------- |
|         | Тамара Пангелова | Совјетски Савез | 4:14,62  | СРд, ЕРд, РЕПд |
|         | Људмила Брагина  | Совјетски Савез | 4:18,35  |                |
|         | Василена Амзина  | Бугарска        | 4:18,84  |                |
| 4.      | Ела Тител        | Западна Немачка | 4:20,23  |                |
| 5.      | Моник Боли       | Француска       | 4:49,38  |                |

## Укупни биланс медаља у трци на 1.500 метара за жене после 3. Европског првенства у дворани 1971—1972.
Дисциплина није била на програму 1. Европског првенства 1970.
|    | Земља                |   |   |   |   |
| -- | -------------------- | - | - | - | - |
| 1. | Совјетски Савез      | 1 | 1 | 1 | 3 |
| 2, | Уједињено Краљевство | 1 | 0 | 0 | 1 |
| 3. | Бугарска             | 0 | 0 | 1 | 1 |
|    | Укупно {4}           | 2 | 2 | 2 | 6 |

|    | Атлетичарка      | Земља           |   |   |   |   |
| -- | ---------------- | --------------- | - | - | - | - |
| 1. | Тамара Пангелова | Совјетски Савез | 1 | 0 | 1 | 2 |
| 2. | Људмила Брагина  | Совјетски Савез | 0 | 2 | 0 | 2 |